# Mumio
Mumio (ang. shilajit, (sanskryt) शिलाजतु, śilājatu) – gęsta, kleista substancja o konsystencji podobnej do  smoły, o barwie wahającej się między białą, a ciemnobrązową (ta druga jest pospolitsza), wydobywana głównie w Himalajach, Karakorum, na Wyżynie Tybetańskiej, na Kaukazie, w Ałtaju oraz górach regionu Gilgit-Baltistan. Używana jest w ajurwedzie, tradycyjnej medycynie indyjskiej.

## Skład

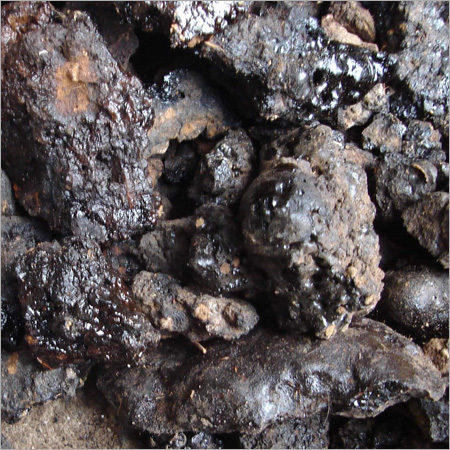
Mumio to czarnobrązowa substancja o zmiennej gęstości

Mumio ma zawierać przynajmniej 85 minerałów, triterpeny i kwasy humusowe. 80–85% mumio stanowi paleohumus, szczątki organiczne roślin powstałe ze skamielin po wielu procesach związanych z ciśnieniem i temperaturą, jakiej doświadczały. Wczesne prace dotyczące mumio donosiły, jakoby ze związków organicznych ten miał zawierać głównie kwas benzoesowy, kwas hipurowy, kwasy tłuszczowe, materiały o konsystencji żywicy i wosku, a także białka fibrylarne. Późniejsze intensywne badania z lat 80. XX wieku wykazały, że mumio zawiera głównie próchnicę (60–80%) oraz inne składniki – wspomniane już triterpeny, a także kwasy: benzoesowy, hipurowy oraz kwasy tłuszczowe, nadto ichtiol, kwas elagowy, żywicę, sterole, aromatyczne kwasy karboksylowe, 3,4-benzokumarynę, aminokwasy oraz tłuszcze z pierścieniem fenolowym. Skład mumio jest zmienny w zależności od roślin, które brały udział w jego tworzeniu (i tym samym od regionu). Jedno ze źródeł mówi o ponad 84 minerałach zawartych w mumio.

## Etymologia
Angielskie słowo shilajit jest fonetyczną adaptacją shilaajeet (hindi: शिलाजीत), które pochodzi z sanskrytu ((sanskryt) शिलाजतु, śilājatu). Dosłowne znaczenie tego wyrazu w sanskrycie oznacza „górską smołę”, pierwszy człon – शिला (śilā) – oznacza należący do, lub mający właściwości, skały, drugi natomiast – जातु (jatu) – znaczy „guma, lak, każda smolista substancja”.

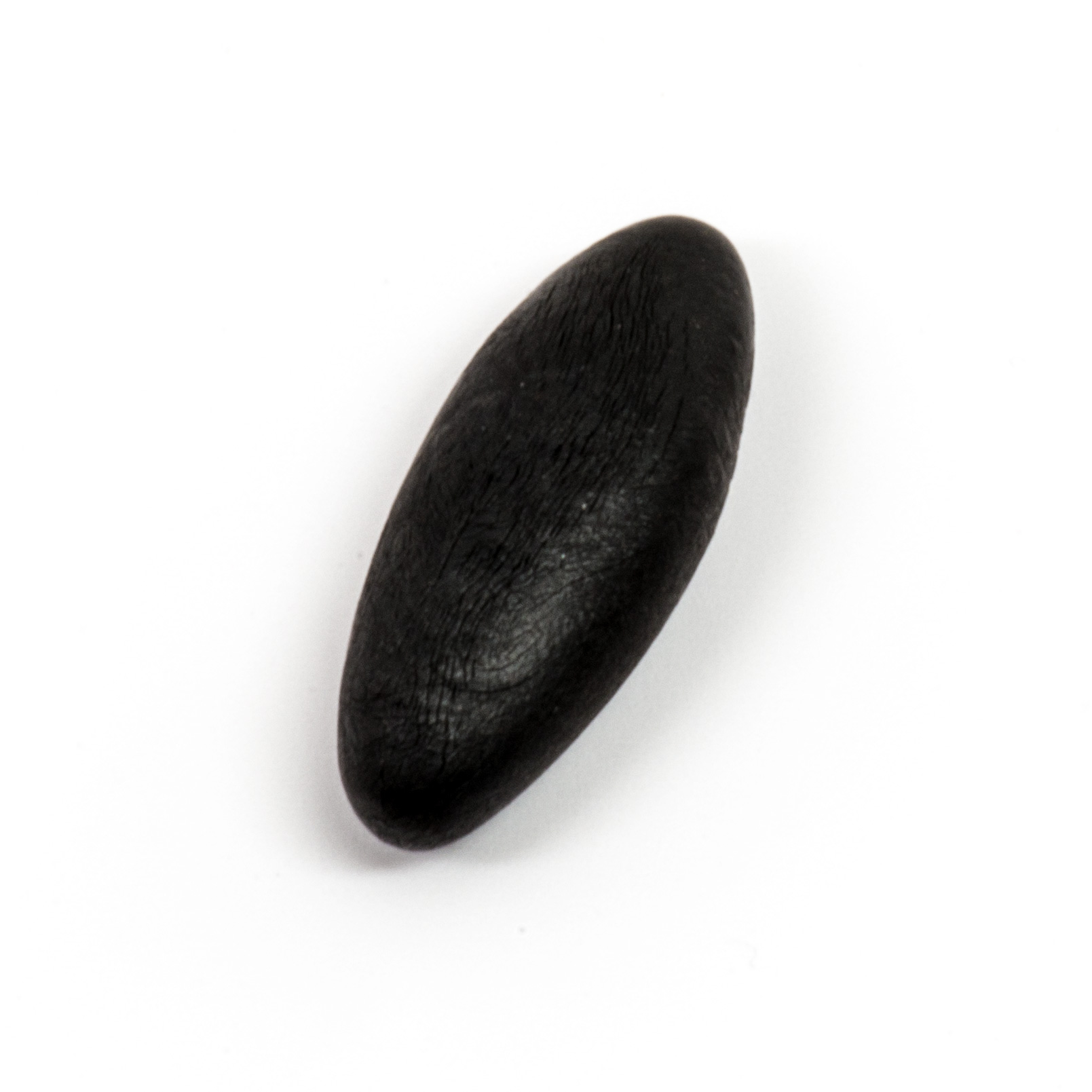
Jeden gram oczyszczonego Mumio gotowego do spożycia. Wilgotność tej próbki wynosi 7–9%

## Pochodzenie

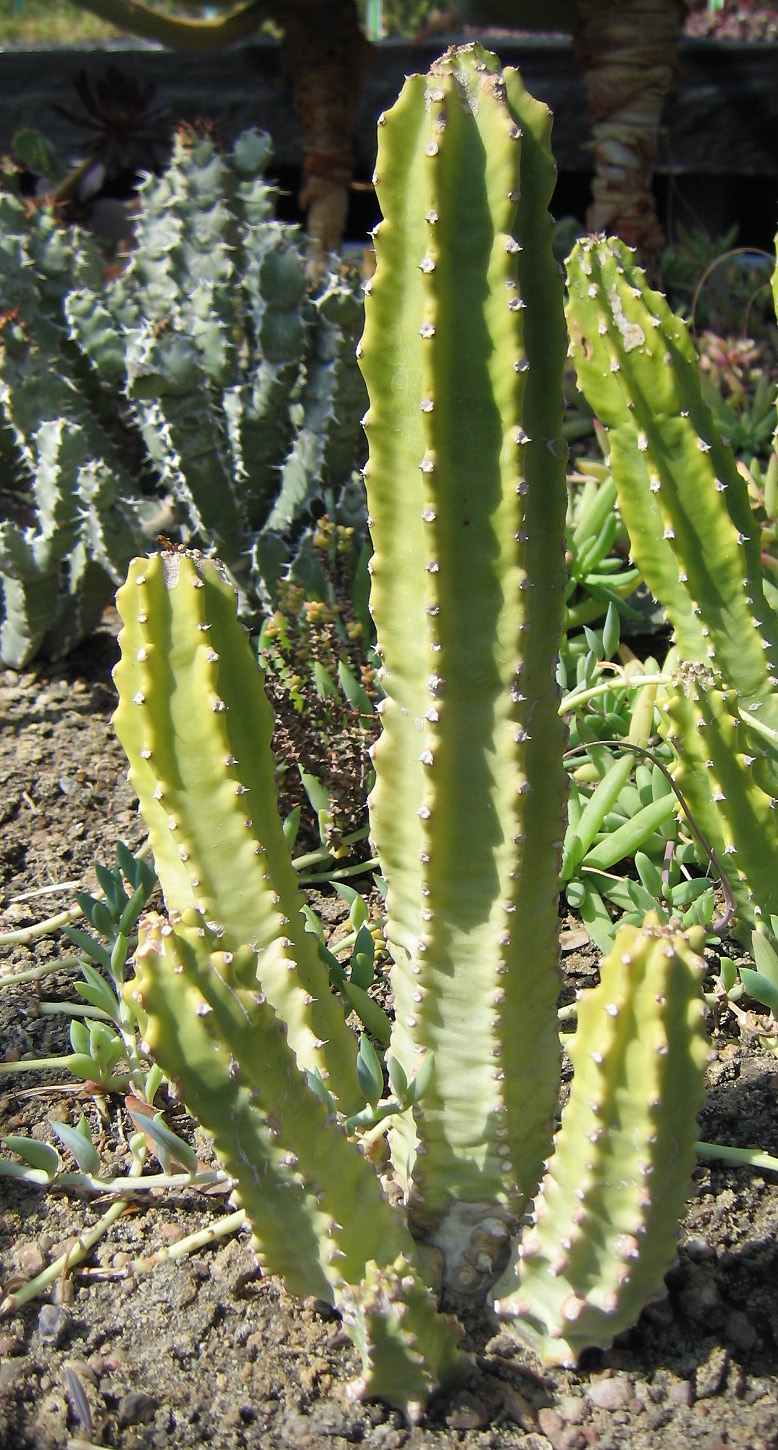
Euphorbia royleana, prawdopodobne źródło mumio

Kilku badaczy stwierdziło, że mumio nie przypomina innych minerałów wyciekających spomiędzy skał i najprawdopodobniej jest pochodzenia roślinnego. Niektóre podobne kaktusom rośliny, jak Euphorbia royleana, widywane były w okolicach miejsc wydobycia mumio, do tego ich gumy mają podobny skład. Nie jest to pomysł nowy. Już starożytne teksty, jak Ćarakasanhita, wspominały o tym wątku. Według wspomnianej sanhity w maju i czerwcu żywica lub guma roślinna miała wyciekać spomiędzy skał ze względu na panujący gorąc, podobne informacje można odnaleźć w Rasarangini i Dwarishtarang. Dokładnego wyjaśnienia naukowego nie opracowano. O produkowanie mumio podejrzewa się wspomniane już wilczomlecze, ale i koniczynę białą (Trifolium repens). W pobliżu miejsc wydobycia rosną również mchy z rodzajów Barbula, skrzydlik (Fissidens), Minium, Thuidium oraz wątrobowce: Asterella, Dumortiera, Marchantia, Pellia, Plagiochasma, Stephenrencella i Anthoceros. Tkanki tych mszaków zawierają podobne pierwiastki (m.in. miedź, srebro, cynk, żelazo, ołów), co mumio.

## Historia i zastosowania
Najstarsza znana wzmianka o mumio (określonego jako shijalitu) pochodzi z VI w. p.n.e. (Sushruta Samhita, autorstwa Sushruty. W Ćarakasanhita, starożytnej sanskryckiej rozprawie o medycynie, zawarta jest informacja, jakoby była to galaretowata substancja wydzielająca się ze zboczy górskich w maju i czerwcu. Znana jest jako Šilájatu i leczy wszelakie dolegliwości. Barwa zmienna, od jasnobrązowej po czarną.
Po oczyszczeniu i ekstrakcji mumio ma jednolitą konsystencję czarnobrązowej pasty, z widocznym połyskiem, charakterystycznym zapachem i gorzkim smakiem. Wysuszony ma gęstość 1,1–1,8 g/cm³. W temperaturze poniżej 20 °C przyjmuje formę stałą, ogrzane topi się. Łatwo rozpuszcza się w wodzie. Zapach został opisany jako przypominający mocz krowi.

### Postulowane efekty lecznicze
Mumio tradycyjnie spożywane jest na północy Indii i w Nepalu. W tradycyjnej indyjskiej medycynie przypisywano mu liczne zastosowania – leczenie cukrzycy przy podawaniu wraz z mlekiem, jako afrodyzjak, w leczeniu kamieni nerkowych, odmy, hemoroidów, otyłości, anoreksji, złamań (razem z żywicą guggul) i zakażeń wewnętrznych, do tego przypisywano mu pozytywny wpływ na układ moczowy, odpornościowy, nerwowy oraz układ krążenia. Miało również nasilać działanie innych leków pochodzenia roślinnego, co zaczęto badać w 2005 roku oraz opóźniać starzenie się.

### Badania
Istnieje kilka patentów na używanie mumio w Indiach i Nepalu. Potencjalne możliwości lecznicze mumio zależą od jego składu, a tym samym i pochodzenia. Na początku lat 50. XX wieku w Rosji i Indiach rozpoczęto badania naukowe nad mumio. W krajach byłego ZSRR preparaty oparte na mumio są nadal sprzedawane i rozwijane. Do 2011 żaden z postulowanych wpływów mumio na organizm nie został udowodniony. W 2014 oceniono, że wówczas niewiele było opublikowanych dobrze przeprowadzonych badań nad działaniem mumio, ukazało się więcej tych prowadzonych na zwierzętach lub in vitro.
Ze względu na zawarte kwasy fulwowe może mieć zastosowanie w zapobieganiu chorobie Alzheimera ze względu na hamowanie agregacji białek tau. Hipoteza ta wymaga dalszych badań. Niektóre badania sugerują, że mumio wykazuje właściwości przeciwutleniające, przeciwzapalne, adaptogenne, stymulujące układ odpornościowy i znoszące zmęczenie. Prawdopodobnie wynika to z zawartości kwasów fulwowych oraz dibenzo-α-pironów i ich pochodnych. Według Stohsa (2014) potrzeba więcej badań o poprawnej metodologii oraz wystandaryzowanym mumio.
Podczas jednego z badań (2016, badanie było randomizowane, z podwójną ślepą próbą i grupą kontrolną otrzymującą placebo) wykazano, że przyjmowanie 250 mg mumio dwa razy dziennie przez 90 dni u ochotników podniosło znacząco (P < 0.05) poziom testosteronu, porównując do wyników u grupy otrzymującej placebo. Nie zmieniły się poziomy LH i FSH. W jednym z badań z 2016 roku autorzy wysnuli hipotezę, jakoby suplementowanie mumio u osób z otyłością typu I miało wspomagać adaptację układu mięśniowego.
Stosowanie mumio może stanowić zagrożenie, gdy nie zostało dobrze oczyszczone, ze względu na zawarte mykotoksyny (Aspergillus niger, Aspergillus ochraceous) czy jony metali ciężkich. Dotyczy to szczególnie wątpliwej jakości mumio sprzedawanego na niektórych stronach internetowych. Mumio sprzedawane jest w formie kapsułek.